# Élections législatives de 2017 dans la Marne
Les élections législatives françaises de 2017 se déroulent les 11 et 18 juin 2017. Dans le département de la Marne, cinq députés sont à élire dans le cadre de cinq circonscriptions.

## Élus
| Circonscription                                 | Député sortant     | Parti | Parti | Député élu ou réélu | Parti | Parti |
| ----------------------------------------------- | ------------------ | ----- | ----- | ------------------- | ----- | ----- |
| 1re                                             | Arnaud Robinet*    |       | LR    | Valérie Beauvais    |       | LR    |
| 2e                                              | Catherine Vautrin  |       | LR    | Aina Kuric          |       | LREM  |
| 3e                                              | Philippe Martin*   |       | LR    | Éric Girardin       |       | LREM  |
| 4e                                              | Benoist Apparu*    |       | LR    | Lise Magnier        |       | LR    |
| 5e                                              | Charles de Courson |       | UDI   | Charles de Courson  |       | UDI   |
| * député sortant ne se représentant pas en 2017 |                    |       |       |                     |       |       |

## Contexte

### Rappel des résultats départementaux des élections de 2012

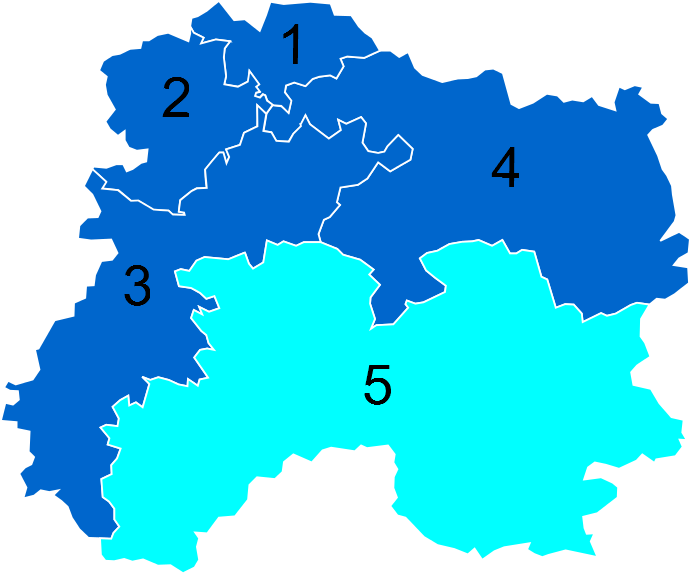
Résultats des élections de 2012
Nouveau Centre
Union pour un mouvement populaire

| Parti          | Parti                                            | Premier tour | Premier tour | Second tour | Second tour | Sièges |  |
| Parti          | Parti                                            | Voix         | %            | Voix        | %           | Sièges |  |
| -------------- | ------------------------------------------------ | ------------ | ------------ | ----------- | ----------- | ------ |  |
|                | Union pour un mouvement populaire                | 61 750       | 29,24        | 84 672      | 42,12       | 4      |  |
|                | Nouveau centre                                   | 22 051       | 10,44        | 28 219      | 14,04       | 1      |  |
|                | Divers droite dont DLR, PCD                      | 8 919        | 4,22         |             |             | 0      |  |
|                | Droite parlementaire                             | 92 720       | 43,91        | 112 891     | 56,16       | 5      |  |
|                |                                                  |              |              |             |             |        |  |
|                | Parti socialiste                                 | 53 155       | 25,17        | 69 777      | 34,71       | 0      |  |
|                | Europe Écologie Les Verts                        | 14 523       | 6,88         | 18 342      | 9,12        | 0      |  |
|                | Divers gauche dont MRC                           | 2 362        | 1,12         |             |             | 0      |  |
|                | Majorité présidentielle                          | 70 040       | 33,17        | 88 119      | 43,84       | 0      |  |
|                |                                                  |              |              |             |             |        |  |
|                | Front national                                   | 32 634       | 15,45        |             |             | 0      |  |
|                | Front de gauche                                  | 8 782        | 4,16         | 0           |             |        |  |
|                | Divers écologiste dont LT-LNÉ, MÉI, AÉI et Cap21 | 3 625        | 1,72         | 0           |             |        |  |
|                | Extrême gauche dont LO, NPA et POI               | 2 998        | 1,42         | 0           |             |        |  |
|                | Divers                                           | 358          | 0,17         | 0           |             |        |  |
|                |                                                  |              |              |             |             |        |  |
| Inscrits       | Inscrits                                         | 382 356      | 100,00       | 382 320     | 100,00      | 5      |  |
| Abstentions    | Abstentions                                      | 168 437      | 44,05        | 175 328     | 45,86       |        |  |
| Votants        | Votants                                          | 213 919      | 55,95        | 206 992     | 54,14       |        |  |
| Blancs et nuls | Blancs et nuls                                   | 2 762        | 1,29         | 5 982       | 2,89        |        |  |
| Exprimés       | Exprimés                                         | 211 157      | 98,71        | 201 010     | 97,11       |        |  |

### Résultats de l'élection présidentielle de 2017 par circonscription
| Circonscription | 1er tour | 1er tour | 1er tour | 1er tour  |         | 2d tour | 2d tour |
| Circonscription | Macron   | Le Pen   | Fillon   | Mélenchon | Macron  | Le Pen  |         |
| --------------- | -------- | -------- | -------- | --------- | ------- | ------- | ------- |
| Circonscription |          |          |          |           |         |         |         |
| 1re             | 23,70 %  | 23,83 %  | 20,85 %  | 17,40 %   | 63,42 % | 36,58 % |         |
| 2e              | 23,90 %  | 22,69 %  | 23,50 %  | 16,02 %   | 64,55 % | 35,45 % |         |
| 3e              | 19,28 %  | 29,33 %  | 22,58 %  | 14,74 %   | 54,03 % | 45,97 % |         |
| 4e              | 20,45 %  | 28,37 %  | 20,88 %  | 15,97 %   | 57,21 % | 42,79 % |         |
| 5e              | 17,02 %  | 35,20 %  | 22,91 %  | 11,83 %   | 47,25 % | 52,75 % |         |

## Positionnement des partis

### À droite
L'union de la droite et du centre détient les cinq sièges marnais. Pour se conformer à la loi sur le non-cumul des mandats, les députés-maires Les Républicains Arnaud Robinet (1re) et Benoist Apparu (4e) ne sont pas candidats à leur réélection, préférant rester maire de Reims et Châlons-en-Champagne,. Dans la 1re circonscription, Valérie Beauvais, adjointe à la voirie d'Arnaud Robinet, est la candidate des Républicains pour lui succéder. Dans la 4e circonscription, c'est l'adjointe aux finances de Benoist Apparu, Lise Magnier, qui est investie. Frédérique Schulthess, membre de l'UDI et également adjointe de Benoist Apparu, critique l'absence de consultation des militants LR-UDI pour cette investiture. Elle songe à se présenter sous l'étiquette En marche!, mais faute d'investiture, elle apporte son soutien au maire de Sainte-Menehould, Bertrand Courot.
Catherine Vautrin choisit quant à elle de se représenter dans la 2e circonscription et renonce ainsi à la présidence du Grand Reims. De même, Charles de Courson — seul député UDI du département — est candidat à un nouveau mandat. Il renonce ainsi à la mairie de Vanault-les-Dames.
Dans la 3e circonscription, le député Philippe Martin, d'abord candidat, annonce en mars 2017 qu'il ne se représente pas pour des raisons personnelles. Il soutient alors Rachel Paillard, maire de Bouzy et conseillère régionale, pour lui succéder. Le 11 avril, Rachel Paillard est investie par le parti Les Républicains, au détriment d'Éric Lamaille, ancien conseiller municipal de Mardeuil et directeur de campagne de Philippe Martin durant les législatives de 2007. Éric Lamaille se présente néanmoins sous les couleurs du mouvement de Jean-Christophe Fromantin, 577 - Les Indépendants.

### À gauche
En décembre 2016, le Parti socialiste organise des primaires ; en sortent vainqueurs Alexandre Tunc (1re), Imane Maniani (2e), Hadhoum Belaredj Tunc (3e), Rudy Namur (4e) et Linda Munster (5e). Cependant, après l'élection présidentielle, le Parti socialiste et le Parti communiste s'allient dans quatre circonscriptions, : les socialistes Alexandre Tunc et Imane Maniani sont investis dans les circonscriptions rémoises (1re et 2e) tandis que les communistes Pierre Martinet et Dominique Caillou sont investis dans les circonscriptions du sud du département (3e et 5e), où le Front national est fort. Dans la 4e circonscription, les deux partis présentent deux candidats séparés, le candidat communiste Dominique Vatel ne souhaitant pas s'effacer derrière Rudy Namur, réputé proche de Manuel Valls,.

### Autres
Le 11 mai 2017, La République en marche dévoile ses candidats : Éric Girardin, vice-président du CCRB, dans la 3e et Bertrand Trépo dans la 5e. D'abord annoncé dans la 2e circonscription, le nom de Claire Verget-Garnier disparaît de la liste des candidats dans la journée. Dans la 4e, le maire de Sainte-Menehould Bertrand Courot est considéré comme favori pour obtenir l'investiture. Le parti choisit cependant de ne pas investir de candidats face aux successeurs d'Arnaud Robinet et Benoist Apparu dans les 1re et 4e circonscriptions. Les deux députés sortants avaient appelé, avec d'autres élus Les Républicains, à « répondre à la main tendue par le président de la République ». Bertrand Courot se présente néanmoins sous l'étiquette « majorité présidentielle » (divers droite en préfecture) et Aina Kuric, référente départementale d'En marche !, est investie dans la 2e circonscription. L'avocat Gérard Chemla, soutien d'Emmanuel Macron, est candidat « sans étiquette mais en soutenant la majorité présidentielle » dans la 1re circonscription. D'abord lui aussi candidat, Julien Maya-Pérez rejoint la campagne de Gérard Chemla.
Le Front national présente un candidat dans chaque circonscription marnaise : Sandrine Vignot dans la 1re, la conseillère régionale Cindy Demange dans la 2e, le secrétaire départemental du parti Baptiste Philippo dans la 3e, les conseillers régionaux Thierry Besson et Thomas Laval dans les 4e et 5e circonscriptions. L'Union populaire républicaine de François Asselineau présente également cinq candidats : Guillaume Prin (1re), Evelyne Fernandez-Toussaint (2e), Jérôme Loeb (3e), Manon Poinas (4e) et Naceur Yagoubi (5e). La candidature de Jérôme Loeb n'apparaît cependant pas dans la liste des candidats dévoilée par la préfecture.

## Résultats

### Résultats à l'échelle du département
|                                           |                                      |                           |                           |                          |                          |
|                                           |                                      | Premier tour 11 juin 2017 | Premier tour 11 juin 2017 | Second tour 18 juin 2017 | Second tour 18 juin 2017 |
|                                           |                                      |                           |                           |                          |                          |
|                                           |                                      | Nombre                    | % des inscrits            | Nombre                   | % des inscrits           |
| Inscrits                                  | Inscrits                             | 381 602                   | 100,00                    | 381 594                  | 100,00                   |
| Abstentions                               | Abstentions                          | 200 754                   | 52,61                     | 222 404                  | 58,28                    |
| Votants                                   | Votants                              | 180 848                   | 47,39                     | 159 190                  | 41,72                    |
|                                           |                                      |                           | % des votants             |                          | % des votants            |
| Bulletins blancs                          | Bulletins blancs                     | 2 274                     | 1,26                      | 10 470                   | 6,58                     |
| Bulletins nuls                            | Bulletins nuls                       | 899                       | 0,50                      | 3 792                    | 2,38                     |
| Suffrages exprimés                        | Suffrages exprimés                   | 177 675                   | 98,25                     | 144 928                  | 91,04                    |
|                                           |                                      |                           |                           |                          |                          |
| Étiquette politique                       | Étiquette politique                  | Voix                      | % des exprimés            | Voix                     | % des exprimés           |
|                                           |                                      |                           |                           |                          |                          |
|                                           | Front national                       | 34 413                    | 19,37                     | 31 601                   | 21,80                    |
|                                           | Les Républicains                     | 33 431                    | 18,82                     | 46 558                   | 32,12                    |
|                                           | La République en marche              | 31 677                    | 17,83                     | 32 122                   | 22,16                    |
|                                           | La France insoumise                  | 16 986                    | 9,56                      |                          |                          |
|                                           | Union des démocrates et indépendants | 16 631                    | 9,36                      | 24 074                   | 16,61                    |
|                                           | Divers droite                        | 11 107                    | 6,25                      |                          |                          |
|                                           | Divers                               | 10 549                    | 5,94                      | 10 573                   | 7,30                     |
|                                           | Parti socialiste                     | 7 205                     | 4,06                      |                          |                          |
|                                           | Écologiste                           | 5 468                     | 3,08                      |                          |                          |
|                                           | Parti communiste français            | 4 263                     | 2,40                      |                          |                          |
|                                           | Debout la France                     | 3 853                     | 2,17                      |                          |                          |
|                                           | Extrême gauche                       | 1 628                     | 0,92                      |                          |                          |
|                                           | Extrême droite                       | 464                       | 0,26                      |                          |                          |
| Source : Ministère de l'Intérieur - Marne |                                      |                           |                           |                          |                          |

### Résultats par circonscription

#### Première circonscription
Député sortant : Arnaud Robinet (Les Républicains).
|                                                                          |                                                      |                           |                           |                          |                          |
|                                                                          |                                                      | Premier tour 11 juin 2017 | Premier tour 11 juin 2017 | Second tour 18 juin 2017 | Second tour 18 juin 2017 |
|                                                                          |                                                      |                           |                           |                          |                          |
|                                                                          |                                                      | Nombre                    | % des inscrits            | Nombre                   | % des inscrits           |
| Inscrits                                                                 | Inscrits                                             | 72 128                    | 100,00                    | 72 128                   | 100,00                   |
| Abstentions                                                              | Abstentions                                          | 39 573                    | 54,86                     | 45 304                   | 62,81                    |
| Votants                                                                  | Votants                                              | 32 555                    | 45,14                     | 26 824                   | 37,19                    |
|                                                                          |                                                      |                           | % des votants             |                          | % des votants            |
| Bulletins blancs                                                         | Bulletins blancs                                     | 357                       | 1,10                      | 2 259                    | 8,42                     |
| Bulletins nuls                                                           | Bulletins nuls                                       | 150                       | 0,46                      | 887                      | 3,31                     |
| Suffrages exprimés                                                       | Suffrages exprimés                                   | 32 048                    | 98,44                     | 23 678                   | 88,27                    |
|                                                                          |                                                      |                           |                           |                          |                          |
| Candidat Étiquette politique (partis et alliances)                       | Candidat Étiquette politique (partis et alliances)   | Voix                      | % des exprimés            | Voix                     | % des exprimés           |
|                                                                          |                                                      |                           |                           |                          |                          |
|                                                                          | Gérard Chemla Divers                                 | 9 071                     | 28,30                     | 10 573                   | 44,65                    |
|                                                                          | Valérie Beauvais Les Républicains                    | 8 837                     | 27,57                     | 13 105                   | 55,35                    |
|                                                                          | Sandrine Vignot Front national                       | 5 507                     | 17,18                     |                          |                          |
|                                                                          | Laure Manesse La France insoumise                    | 3 745                     | 11,69                     |                          |                          |
|                                                                          | Alexandre Tunc Parti socialiste                      | 2 045                     | 6,38                      |                          |                          |
|                                                                          | Marie-Ange Petit Europe Écologie Les Verts           | 1 054                     | 3,29                      |                          |                          |
|                                                                          | Anne-Sophie Frigout Debout la France                 | 618                       | 1,93                      |                          |                          |
|                                                                          | Céline Brunhoso-Goulden Écologiste (Mouvement 100 %) | 364                       | 1,14                      |                          |                          |
|                                                                          | Vincent Varlet Lutte ouvrière                        | 321                       | 1,00                      |                          |                          |
|                                                                          | Guillaume Prin Divers (Union populaire républicaine) | 220                       | 0,69                      |                          |                          |
|                                                                          | Quentin Czerwiec Divers (Parti du vote blanc)        | 207                       | 0,65                      |                          |                          |
|                                                                          | Mounir Bali Divers                                   | 59                        | 0,18                      |                          |                          |
|                                                                          | Julien Maya-Pérez Divers                             | 0                         | 0,00                      |                          |                          |
| Source : Ministère de l'Intérieur - Première circonscription de la Marne |                                                      |                           |                           |                          |                          |

#### Deuxième circonscription
Député sortant : Catherine Vautrin (Les Républicains).
|                                                                          |                                                                                              |                           |                           |                          |                          |
|                                                                          |                                                                                              | Premier tour 11 juin 2017 | Premier tour 11 juin 2017 | Second tour 18 juin 2017 | Second tour 18 juin 2017 |
|                                                                          |                                                                                              |                           |                           |                          |                          |
|                                                                          |                                                                                              | Nombre                    | % des inscrits            | Nombre                   | % des inscrits           |
| Inscrits                                                                 | Inscrits                                                                                     | 73 133                    | 100,00                    | 73 130                   | 100,00                   |
| Abstentions                                                              | Abstentions                                                                                  | 38 206                    | 52,24                     | 42 601                   | 58,25                    |
| Votants                                                                  | Votants                                                                                      | 34 927                    | 47,76                     | 30 529                   | 41,75                    |
|                                                                          |                                                                                              |                           | % des votants             |                          | % des votants            |
| Bulletins blancs                                                         | Bulletins blancs                                                                             | 296                       | 0,85                      | 1 990                    | 6,52                     |
| Bulletins nuls                                                           | Bulletins nuls                                                                               | 154                       | 0,44                      | 855                      | 2,80                     |
| Suffrages exprimés                                                       | Suffrages exprimés                                                                           | 34 477                    | 98,71                     | 27 684                   | 90,68                    |
|                                                                          |                                                                                              |                           |                           |                          |                          |
| Candidat Étiquette politique (partis et alliances)                       | Candidat Étiquette politique (partis et alliances)                                           | Voix                      | % des exprimés            | Voix                     | % des exprimés           |
|                                                                          |                                                                                              |                           |                           |                          |                          |
|                                                                          | Aina Kuric La République en marche                                                           | 11 839                    | 34,34                     | 14 176                   | 51,21                    |
|                                                                          | Catherine Vautrin (députée sortante) Les Républicains (Union des démocrates et indépendants) | 9 115                     | 26,44                     | 13 508                   | 48,79                    |
|                                                                          | Cindy Demange Front national                                                                 | 5 552                     | 16,10                     |                          |                          |
|                                                                          | Victorien Pâté La France insoumise                                                           | 3 459                     | 10,03                     |                          |                          |
|                                                                          | Imane Maniani Parti socialiste                                                               | 1 869                     | 5,42                      |                          |                          |
|                                                                          | Patricia Coradel Europe Écologie Les Verts                                                   | 913                       | 2,65                      |                          |                          |
|                                                                          | Daniel Ménard Debout la France                                                               | 654                       | 1,90                      |                          |                          |
|                                                                          | Catherine Huat Écologiste (Mouvement 100 %)                                                  | 410                       | 1,19                      |                          |                          |
|                                                                          | Thomas Rose Lutte ouvrière                                                                   | 345                       | 1,00                      |                          |                          |
|                                                                          | Evelyne Fernandez-Toussaint Divers (Union populaire républicaine)                            | 187                       | 0,54                      |                          |                          |
|                                                                          | Axel Gaucher Divers (Parti du vote blanc)                                                    | 134                       | 0,39                      |                          |                          |
| Source : Ministère de l'Intérieur - Deuxième circonscription de la Marne |                                                                                              |                           |                           |                          |                          |

#### Troisième circonscription
Député sortant : Philippe Martin (Les Républicains).
|                                                                           |                                                          |                           |                           |                          |                          |
|                                                                           |                                                          | Premier tour 11 juin 2017 | Premier tour 11 juin 2017 | Second tour 18 juin 2017 | Second tour 18 juin 2017 |
|                                                                           |                                                          |                           |                           |                          |                          |
|                                                                           |                                                          | Nombre                    | % des inscrits            | Nombre                   | % des inscrits           |
| Inscrits                                                                  | Inscrits                                                 | 80 599                    | 100,00                    | 80 595                   | 100,00                   |
| Abstentions                                                               | Abstentions                                              | 42 947                    | 53,28                     | 47 253                   | 58,63                    |
| Votants                                                                   | Votants                                                  | 37 652                    | 46,72                     | 33 342                   | 41,37                    |
|                                                                           |                                                          |                           | % des votants             |                          | % des votants            |
| Bulletins blancs                                                          | Bulletins blancs                                         | 584                       | 1,55                      | 2 472                    | 7,41                     |
| Bulletins nuls                                                            | Bulletins nuls                                           | 194                       | 0,52                      | 764                      | 2,29                     |
| Suffrages exprimés                                                        | Suffrages exprimés                                       | 36 874                    | 97,93                     | 30 106                   | 90,29                    |
|                                                                           |                                                          |                           |                           |                          |                          |
| Candidat Étiquette politique (partis et alliances)                        | Candidat Étiquette politique (partis et alliances)       | Voix                      | % des exprimés            | Voix                     | % des exprimés           |
|                                                                           |                                                          |                           |                           |                          |                          |
|                                                                           | Éric Girardin La République en marche                    | 11 750                    | 31,87                     | 18 055                   | 59,97                    |
|                                                                           | Baptiste Philippo Front national                         | 7 953                     | 21,57                     | 12 051                   | 40,03                    |
|                                                                           | Rachel Paillard Les Républicains                         | 7 647                     | 20,74                     |                          |                          |
|                                                                           | Roland Jacques La France insoumise                       | 3 550                     | 9,63                      |                          |                          |
|                                                                           | Pierre Martinet Parti communiste français                | 2 357                     | 6,39                      |                          |                          |
|                                                                           | Jacky Blavier Debout la France                           | 968                       | 2,63                      |                          |                          |
|                                                                           | Éric Lamaille Divers droite (577-Les Indépendants)       | 826                       | 2,24                      |                          |                          |
|                                                                           | David Nicanor Europe Écologie Les Verts                  | 786                       | 2,13                      |                          |                          |
|                                                                           | Colette Leclercq-Chaudet Écologiste (Mouvement 100 %)    | 381                       | 1,03                      |                          |                          |
|                                                                           | Laurent Gosseau Lutte ouvrière                           | 370                       | 1,00                      |                          |                          |
|                                                                           | Jérôme Milutinovic Divers (Union populaire républicaine) | 286                       | 0,78                      |                          |                          |
| Source : Ministère de l'Intérieur - Troisième circonscription de la Marne |                                                          |                           |                           |                          |                          |

#### Quatrième circonscription
Député sortant : Benoist Apparu (Les Républicains).
|                                                                           |                                                                     |                           |                           |                          |                          |
|                                                                           |                                                                     | Premier tour 11 juin 2017 | Premier tour 11 juin 2017 | Second tour 18 juin 2017 | Second tour 18 juin 2017 |
|                                                                           |                                                                     |                           |                           |                          |                          |
|                                                                           |                                                                     | Nombre                    | % des inscrits            | Nombre                   | % des inscrits           |
| Inscrits                                                                  | Inscrits                                                            | 78 818                    | 100,00                    | 78 766                   | 100,00                   |
| Abstentions                                                               | Abstentions                                                         | 42 476                    | 53,89                     | 45 910                   | 58,29                    |
| Votants                                                                   | Votants                                                             | 36 342                    | 46,11                     | 32 856                   | 41,71                    |
|                                                                           |                                                                     |                           | % des votants             |                          | % des votants            |
| Bulletins blancs                                                          | Bulletins blancs                                                    | 592                       | 1,63                      | 2 139                    | 6,51                     |
| Bulletins nuls                                                            | Bulletins nuls                                                      | 216                       | 0,59                      | 893                      | 2,72                     |
| Suffrages exprimés                                                        | Suffrages exprimés                                                  | 35 534                    | 97,78                     | 29 824                   | 90,77                    |
|                                                                           |                                                                     |                           |                           |                          |                          |
| Candidat Étiquette politique (partis et alliances)                        | Candidat Étiquette politique (partis et alliances)                  | Voix                      | % des exprimés            | Voix                     | % des exprimés           |
|                                                                           |                                                                     |                           |                           |                          |                          |
|                                                                           | Lise Magnier Les Républicains                                       | 7 832                     | 22,04                     | 19 946                   | 66,88                    |
|                                                                           | Thierry Besson Front national                                       | 7 072                     | 19,90                     | 9 878                    | 33,12                    |
|                                                                           | Bertrand Courot Divers droite                                       | 6 053                     | 17,03                     |                          |                          |
|                                                                           | Anne-Sophie Godfroy Divers droite                                   | 4 228                     | 11,90                     |                          |                          |
|                                                                           | Claudine Lang La France insoumise                                   | 3 479                     | 9,79                      |                          |                          |
|                                                                           | Rudy Namur Parti socialiste                                         | 3 291                     | 9,26                      |                          |                          |
|                                                                           | Françoise Brunel Europe Écologie Les Verts                          | 888                       | 2,50                      |                          |                          |
|                                                                           | Sandrine Henriques-Godart Debout la France                          | 871                       | 2,45                      |                          |                          |
|                                                                           | Dominique Vatel Parti communiste français                           | 645                       | 1,82                      |                          |                          |
|                                                                           | Pascal Picart Écologiste (Mouvement 100 %)                          | 340                       | 0,96                      |                          |                          |
|                                                                           | Charlotte Cormerais Lutte ouvrière                                  | 313                       | 0,88                      |                          |                          |
|                                                                           | Bernard Calujek Extrême droite (Souveraineté, identité et libertés) | 289                       | 0,81                      |                          |                          |
|                                                                           | Manon Poinas Divers (Union populaire républicaine)                  | 233                       | 0,66                      |                          |                          |
| Source : Ministère de l'Intérieur - Quatrième circonscription de la Marne |                                                                     |                           |                           |                          |                          |

#### Cinquième circonscription
Député sortant : Charles de Courson (Les Centristes).
|                                                                           |                                                                          |                           |                           |                          |                          |
|                                                                           |                                                                          | Premier tour 11 juin 2017 | Premier tour 11 juin 2017 | Second tour 18 juin 2017 | Second tour 18 juin 2017 |
|                                                                           |                                                                          |                           |                           |                          |                          |
|                                                                           |                                                                          | Nombre                    | % des inscrits            | Nombre                   | % des inscrits           |
| Inscrits                                                                  | Inscrits                                                                 | 76 928                    | 100,00                    | 76 931                   | 100,00                   |
| Abstentions                                                               | Abstentions                                                              | 37 556                    | 48,82                     | 41 287                   | 53,67                    |
| Votants                                                                   | Votants                                                                  | 39 372                    | 51,18                     | 35 644                   | 46,33                    |
|                                                                           |                                                                          |                           | % des votants             |                          | % des votants            |
| Bulletins blancs                                                          | Bulletins blancs                                                         | 446                       | 1,13                      | 1 415                    | 3,97                     |
| Bulletins nuls                                                            | Bulletins nuls                                                           | 184                       | 0,47                      | 592                      | 1,66                     |
| Suffrages exprimés                                                        | Suffrages exprimés                                                       | 38 742                    | 98,40                     | 33 637                   | 94,37                    |
|                                                                           |                                                                          |                           |                           |                          |                          |
| Candidat Étiquette politique (partis et alliances)                        | Candidat Étiquette politique (partis et alliances)                       | Voix                      | % des exprimés            | Voix                     | % des exprimés           |
|                                                                           |                                                                          |                           |                           |                          |                          |
|                                                                           | Charles de Courson (député sortant) Union des démocrates et indépendants | 16 631                    | 42,93                     | 24 074                   | 71,57                    |
|                                                                           | Thomas Laval Front national                                              | 8 329                     | 21,50                     | 9 563                    | 28,43                    |
|                                                                           | Bertrand Trepo La République en marche                                   | 8 089                     | 20,88                     |                          |                          |
|                                                                           | Laurène Massicard La France insoumise                                    | 2 752                     | 7,10                      |                          |                          |
|                                                                           | Dominique Chailloux Parti communiste français                            | 1 261                     | 3,25                      |                          |                          |
|                                                                           | Estelle Arbogast Debout la France                                        | 742                       | 1,92                      |                          |                          |
|                                                                           | Françoise Dehut Écologiste (Mouvement 100 %)                             | 332                       | 0,86                      |                          |                          |
|                                                                           | Joëlle Bastien Lutte ouvrière                                            | 279                       | 0,72                      |                          |                          |
|                                                                           | Julien Havasi Extrême droite (Souveraineté, identité et libertés)        | 175                       | 0,45                      |                          |                          |
|                                                                           | Naceur Yagoubi Divers (Union populaire républicaine)                     | 152                       | 0,39                      |                          |                          |
| Source : Ministère de l'Intérieur - Cinquième circonscription de la Marne |                                                                          |                           |                           |                          |                          |